# Bluff (film, 2007)
Pour les articles homonymes, voir Bluff (homonymie).
Pour plus de détails, voir Fiche technique et Distribution.
 Bluff  est un film québécois réalisé par Marc-André Lavoie et Simon-Olivier Fecteau, sorti en 2007. 

## Synopsis
En ouvrant une trappe dans le plancher d'un bâtiment destiné à la démolition,  un ouvrier fait une découverte qui présage la fin tragique d'un des nombreux locataires qui ont habité le logement depuis les quinze dernières années.  Débute alors le récit de ces locataires qui n'avaient rien de banal.

## Fiche technique
Sources : IMDb et Films du Québec
- Titre original : Bluff
- Réalisation : Marc-André Lavoie et Simon-Olivier Fecteau
- Scénario : Marc-André Lavoie, Simon-Olivier Fecteau et David Gauthier
- Musique : Frédéric Bégin
- Chanson thème : Stefie Shock
- Direction artistique : Marc-André Lavoie, Simon-Olivier Fecteau et Gino Patrigani
- Costumes : Esther Long
- Maquillage : Joanie Lapointe
- Photographie : Marc-André Lavoie
- Son : Pascal Nguyen-Deschênes, Yan Dal Santo (Sonart)
- Montage : Simon-Olivier Fecteau et Marc-André Lavoie
- Effets spéciaux : Etienne Chaput
- Production : Marc-André Lavoie, Jean-René Parenteau-Lebeuf, Simon-Olivier Fecteau
- Société de production : Orange Films
- Société de distribution : Les Films Séville
- Budget : 250 000 $ CA
- Pays de production :  Canada
- Langue originale : français
- Format : couleur
- Genre : comédie dramatique
- Durée : 88 minutes
- Dates de sortie :
  - Canada : 
    - 23 août 2007 (première en ouverture de la 31e édition du Festival des films du monde de Montréal au cinéma Impérial)[2],[3]
    - 7 septembre 2007 (sortie en salle au Québec)
    - 8 janvier 2008 (DVD)
- Classification :
  - Québec : Visa général[4]

## Distribution
- Emmanuel Bilodeau : Nicolas, locataire 1999-2001
- Isabelle Blais : Josée, locataire 1993-1998
- Raymond Bouchard : Edmond, propriétaire
- Nicolas Canuel : Chuck, voleur
- Ève Duranceau : la blonde de Julien
- Simon-Olivier Fecteau : Julien Lavoie, locataire 1990-1992
- Rémy Girard : Georges « le tank » , locataire 2002-2004
- David La Haye : Serge, le géniteur
- Pierre-François Legendre : Sébastien, gendre de Georges
- Alexis Martin : Michel, locataire 1993-1998
- Marc Messier : Patrice, voleur, locataire 2005-2006
- Marie-Laurence Moreau : Julie, fille de Georges
- Julie Perreault : Céline, conjointe de Nicolas, locataire 1999-2001
- Jean-Philippe Pearson : l'ouvrier
- Gilbert Sicotte : John, l'acheteur de tableaux
- Denis Trudel : le policier

## Accueil
Le film est nommé au prix Génie (meilleur scénario), aux Jutra (meilleur rôle de soutien) et présenté en ouverture officielle du Festival des films du monde de Montréal.